# Zdenek Wasserbauer
Zdenek Wasserbauer (* 15. června 1966 Nové Město na Moravě) je český římskokatolický biskup, pomocný biskup pražský, titulární biskup butrintský a generální vikář pražské arcidiecéze. V současnosti[kdy?] je také kanovníkem svatovítské kapituly v Praze a ředitelem kurie pražského arcibiskupství. Dříve[kdy?] působil také jako čestný kanovník kapituly sv. Kosmy a Damiána ve Staré Boleslavi a okrskový vikář III. pražského vikariátu.

## Život
Zdenek Wasserbauer vyrůstal ve vesnici Sázava u Žďáru nad Sázavou na česko-moravském pomezí. Vystudoval gymnázium ve Žďáru nad Sázavou a poté studoval na Vysoké škole zemědělské v Praze-Suchdole. Zde absolvoval s titulem inženýr, v roce 1989 absolvoval povinnou vojenskou službu. V roce 1990 pak zahájil studia bohosloví na obnovené Katolické teologické fakultě v Praze. Po roce byl k dalšímu studiu vyslán na Papežskou lateránskou univerzitu do Říma.
Roku 1996 se vrátil do Čech, byl vysvěcen na kněze, inkardinován do arcidiecéze pražské a začal působit na Praze 4 v michelské a lhotecké farnosti. Od roku 1998 pobýval opět v Římě na postgraduálním studiu v oboru spirituální teologie. Roku 2003 ukončil svá studia doktorskou prací na téma Teologie a spiritualita diecézního kněze v církvi jako společenství na počátku třetího tisíciletí.
V letech 2000–2010 působil jako spirituál pražského kněžského semináře. V této funkci se spolu se sobě svěřenými bohoslovci podílel na organizování víkendových duchovních obnov v pražském semináři pro ty, kdo uvažovali o kněžství. Pro ně rovněž s bohoslovci organizoval týdenní letní pobyty na faře v Horní Plané v jižních Čechách, které v sobě kombinovaly prvky tábora a exercicií.
K 1. říjnu 2010 byl uvolněn z funkce spirituála a jmenován farářem ve farnosti u kostela Nejsvětějšího Srdce Páně na pražských Vinohradech. 15. ledna 2012 byl jmenován čestným kanovníkem staroboleslavské kapituly a 4. března téhož roku byl do této funkce instalován. K 1. květnu 2014 se navíc stal okrskovým vikářem III. pražského vikariátu. 18. června 2015 byl uvolněn z funkce čestného kanovníka ve Staré Boleslavi a místo toho byl jmenován sídelním kanovníkem metropolitní kapituly u sv. Víta v Praze. Současně byl jmenován ředitelem kurie pražského arcibiskupství. Dne 24. 3. 2016 byl během bohoslužby Missa chrismatis s platností od 1. dubna 2016 jmenován generálním vikářem pražské arcidiecéze.
23. ledna 2018 byl jmenován pomocným biskupem pražské arcidiecéze a titulárním biskupem butrintským. Zdenek Wasserbauer byl vysvěcen na biskupa během bohoslužby ve svatovítské katedrále 19. května od 10.00. Světitelem byl pražský arcibiskup Dominik Duka, spolusvětiteli pak biskup brněnský Vojtěch Cikrle a biskup královéhradecký Jan Vokál.

## Biskupská genealogie
Následující tabulka obsahuje genealogický strom, který ukazuje vztah mezi svěcencem a světitelem – pro každého biskupa na seznamu je předchůdcem jeho světitel, zatímco následovníkem je biskup, kterého vysvětil. Rekonstrukcím a vyhledáním původu v rodové linii ze zabývá historiografická disciplína biskupská genealogie.
1. kardinál Scipione Rebiba
2. kardinál Giulio Antonio Santorio
3. kardinál Girolamo Bernerio, OP
4. arcibiskup Galeazzo Sanvitale
5. kardinál Ludovico Ludovisi
6. kardinál Luigi Caetani
7. kardinál Ulderico Carpegna
8. kardinál Paluzzo Paluzzi Altieri Degli Albertoni
9. papež Benedikt XIII.
10. papež Benedikt XIV.
11. arcibiskup Enrico Enríquez
12. arcibiskup Manuel Quintano Bonifaz
13. kardinál Buenaventura Córdoba Espinosa de la Cerda
14. kardinál Giuseppe Maria Doria Pamphilj
15. papež Pius VIII.
16. papež Pius IX.
17. kardinál Gustav Adolf von Hohenlohe-Schillingsfürst
18. arcibiskup Salvatore Magnasco
19. arcibiskup Gaetano Alimonda
20. arcibiskup Teodoro Valfrè di Bonzo
21. arcibiskup František Kordač
22. arcibiskup Karel Kašpar
23. biskup Mořic Pícha
24. arcibiskup Karel Otčenášek
25. kardinál Dominik Duka
26. Zdenek Wasserbauer